# نیکلاس پویدبوا
نیکلاس پویدبوا (انگلیسی: Nicolas Puydebois؛ زادهٔ ۲۸ فوریهٔ ۱۹۸۱) بازیکن فوتبال اهل فرانسه است.
از باشگاه‌هایی که در آن بازی کرده‌است می‌توان به باشگاه فوتبال نیم المپیک، باشگاه فوتبال المپیک لیون، و باشگاه فوتبال استراسبورگ اشاره کرد.